# Duyo
Duyo (llamada oficialmente San Martiño de Duio) es una parroquia española del municipio de Finisterre, en la provincia de La Coruña, Galicia.

## Otras denominaciones
La parroquia también es conocida por el nombre de San Martín de Duyo.

## Entidades de población
Entidades de población que forman parte de la parroquia:
- A Anchoa
- Calcoba (Calcova)
- Escaselas (As Escaselas)
- Mallas
- San Martín de Abajo (San Martiño de Abaixo)
- San Martín de Arriba (San Martiño de Arriba)
- Vigo

## Demografía
| Gráfica de evolución demográfica de Duyo entre 2000 y 2019 |
|                                                            |
| Datos según el nomenclátor publicado por el INE.           |